# Axel Bouts
Axel Bouts, pseudoniem van Jan Verhenne (Kortrijk, 2 mei 1938), is een Vlaams schrijver en burgerlijk ingenieur. Hij is de geestelijke vader van inspecteur Toets uit de politieromans.

## Biografie
Axel Bouts is gehuwd met beeldend kunstenares Ghis Devos en heeft met haar twee kinderen. Na zijn studie scheikunde aan de Katholieke Universiteit van Leuven ging hij aan het werk in het bedrijfsleven. In 1981 debuteerde Bouts als romanticus met het boek Martin & Martins, waarmee hij tevens de prijs voor het beste literaire debuut won. Later schreef hij zijn boeken in diverse genres. In zijn eerste romans speelden zijn ervaringen in het bedrijfsleven een grote rol.

## Werken
- Martin & Martins (1981)
- De Glazen Deur (1983)
- De Derde Dag, roman (1989)
- Een Bijzonder Oordeel (1985)
- Voor het geval dat (1986)
- Dood in Arles (1987)
- Scherven (1987)
- Wolven roman (1988)
- Wolven (1988)
- Trits, roman (1989)
- Het paradigma (1991), verfilmd als Het glas van rome en dood, BRT (1992)
- Rosé de Provence (1992)
- Broers en Zussen (1994)
- In memoriam (1995)
- Residence Elckerlyc (1996)
- Kaïn (1998)
- Mise-en-scène (2000)
- Nieuwemaan (2001)
- Gelieve de familie te volgen (2002)
- Daniël (2003)
- Elektrocutie (2003)
- Met de groeten van Toets (2004)
- Stuifmeel (2006)